# Sangiaccato di Kütahya
Il Sangiaccato di Kütahya era una provincia di secondo livello (sangiaccato) dell'Impero Ottomano.
Kütahya era la capitale del beylik anatolico di Germiyan, e divenne parte dello stato ottomano nel 1381 attraverso il matrimonio del futuro sultano Bayezid I con Devlet Hatun, la figlia del sovrano germiyanide. Inizialmente conosciuta come Sangiaccato di Germiyan, divenne parte dell'Eyalet dell'Anatolia dalla sua formazione alla fine del XIV secolo, e alla fine del XV secolo divenne la capitale dell'eyalet fino alla sua dissoluzione verso il 1841, quando divenne parte dell'Eyalet di Hüdavendigâr. Nel 1912 comprendeva i distretti (cazà) di Kütahya propriamente detta, Eskişehir, Uşak, Kedus e Simav.